# Знамення і дива (Цілком таємно)
Знамення і дива (Signs and Wonders) — 9-й епізод сьомого сезону серіалу «Цілком таємно». Епізод не належить до «міфології серіалу» — це монстр тижня. Прем'єра в мережі «Фокс» відбулася 23 січня 2000 року.
У США серія отримала рейтинг Нільсена, рівний 8.5 який означає, що в день виходу її подивилися 13.86 мільйона глядачів.

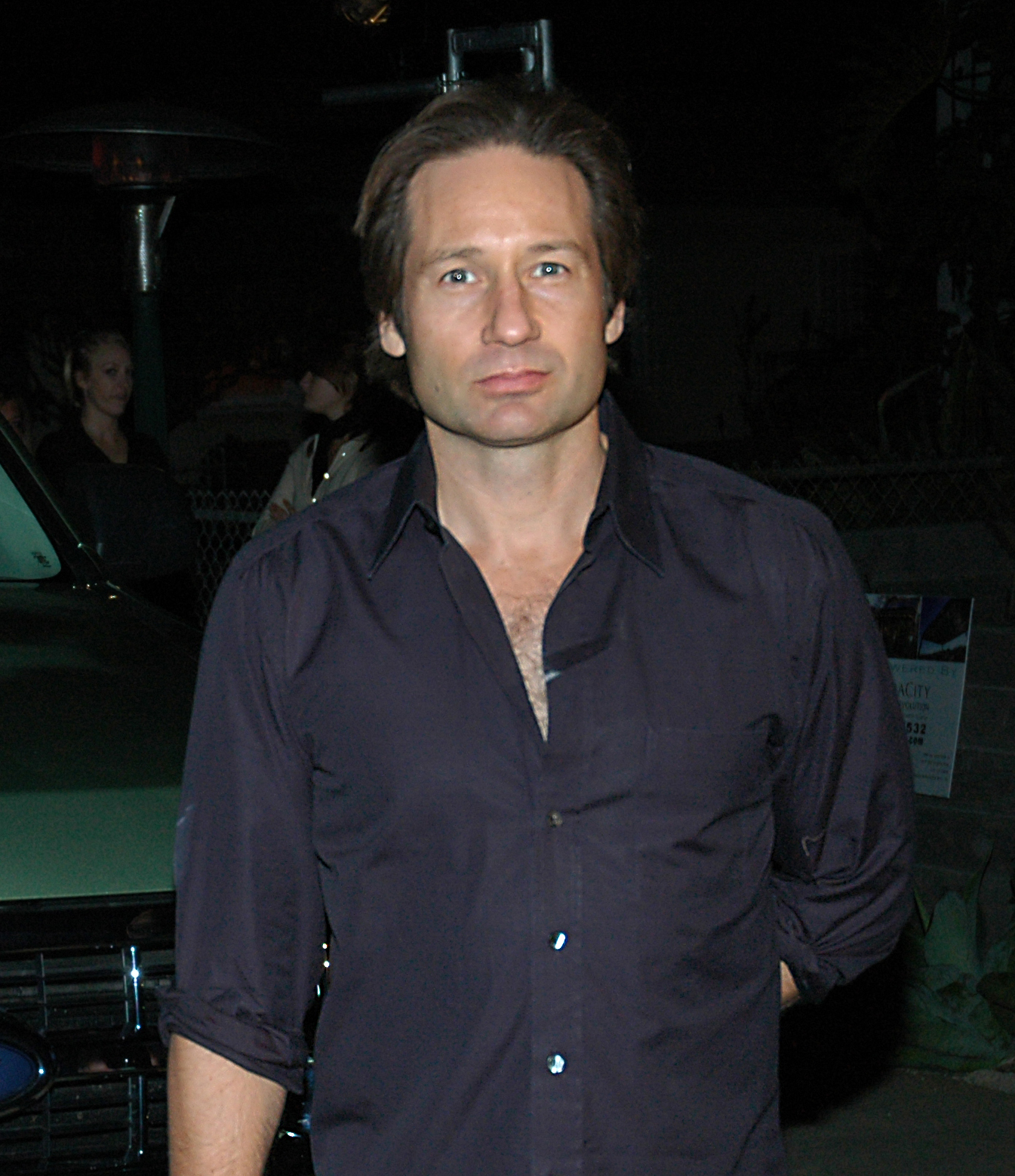

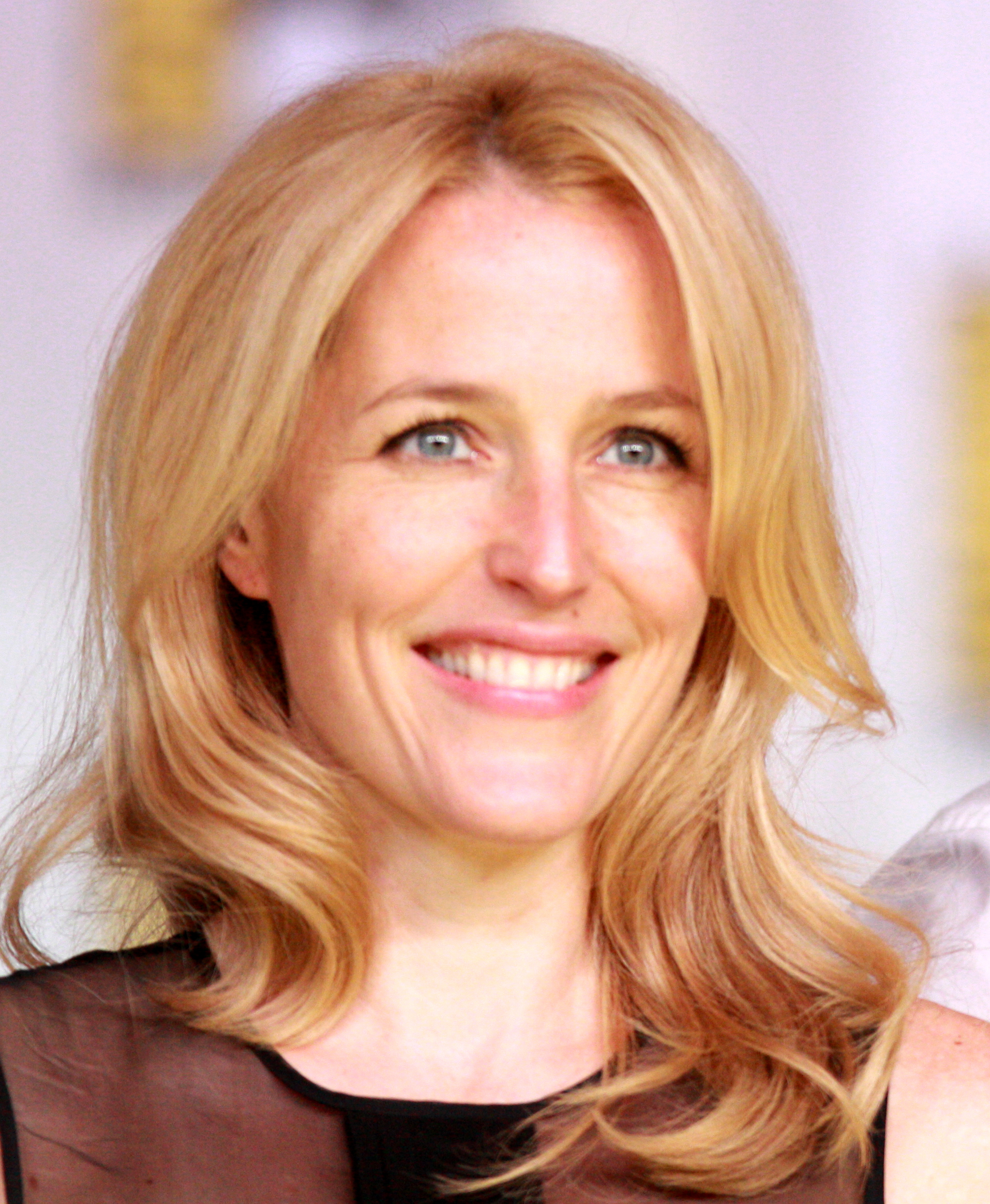

Малдер і Скаллі розслідують діяльність Церкви Бога Знамень і Чудес, де Біблія тлумачиться буквально, після того, як невелике містечко стає ареною жорстоких ритуальних вбивств. Але незабаром вони розуміють, що відмінність між церквою і фанатиками може бути не такою й великою.

## Зміст
Істина поза межами досяжного
У Блессінгу (штат Теннессі) Джаред Чірп читає результат медичного дослідження та рве його. Він молиться і пакує речі; надворі під дошем хтось слідкує за ним. Намагаючись втекти з дому, Джаред піддається нападу гримучих змій (гримучник рогатий) у його машині та гине від 116 укусів. Однак згодом в автівці не знайшли ані лусочки.
Фокс Малдер та Дейна Скаллі зустрічаються із преподобним Семюелом Маккі з громади Церкви Благословення. Преподобний Маккі повідомляє — загиблий пекред тим належав до фундаменталістської церкви Знамень і Див. Після розмови вони проводять розслідування щодо преподобного Еноха О'Коннора, пастора фундаменталістської громади, що займається ритуалами зі зміями. Агенти заходять у відчинену церкву — і мають неприємну зустріч зі зміями. Пастор своєю поведінкою не сприяє виведенню його з-під підозри.
Пізніше член громади Церкви Блессінга на ім'я Айріс розповідає Преподобному Маккі, що вона почувається винною. Тому що Джаред зателефонував у той день, коли помер, бажаючи поговорити зі своєю вагітною дівчиною Грейсі, але вона вже спала, і Айріс не хотіла її розбудити.
Одночасно показується служба в обидвох церквах — і різне трактування однакових текстів. Айріс антистеплером поєднує запрошувальні листівки — коли приладдя перетворюється на змію і кусає її в руку. Айріс негайно заходить у ванну, щоб очистити рану, але повсюдно у ванній з'являються змії та убивають її.
Малдер і Скаллі розпитують Грейсі і виявляють, що вона — дочка О'Коннора. І її вигнали із зібрання та дому, коли вона завагітніла. Агенти повертаються до церкви О'Коннора для обшуку. На Скаллі нападає О'Коннор, який засовує її руку в клітку гримучої змії, але Малдер зупиняє Еноха. О'Коннор заарештований, і Скаллі пропонує Грейсі побачитися з батьком — вона відмовляється. Енох перебуває в камері, на нього нападають десятки змій. Його доставляють до лікарні, ледь живим, але О'Коннору не дають антидот, оскільки Грейсі наполягає, що це суперечить релігійним переконанням батька.
Після того, як Малдер і Скаллі знаходять результати тестів у будинку Джареда Чірпа, то виявляють, що він був безплідний. Преподобний Маккі переконує Грейсі ввести антидот її батьку. Коли вона залишається наодинці з батьком у лікарняній палаті, рани О'Коннора починають спонтанно виганяти отруту, і він приходить до тями, бере Грейсі і тікає. Маккі каже агентам, що Енох О'Коннор є батьком дитини Грейсі.
Тим часом О'Коннор забирає Грейсі до своєї церкви і хрестить її. У Грейсі несподівано починаються пологи, і вона народжує живих змій.
О'Коннор йде до церкви Маккі і намагається його вбити, але Малдер втручається і рятує Маккі, поранивши О'Коннора. У кареті швидкої допомоги Грейсі розповідає Скаллі, що Маккі є справжнім батьком, і що він убив інших, щоб зберегти факт батьківства, та знищити громаду О'Коннора. Повернувшись до церкви, Малдер розуміє, що О'Коннор весь час був невинний і протистоїть Маккі. Маккі якимось зусиллям замикає двері і викликає змій, які негайно нападають на Малдера. Скаллі встигає виламати двері і вчасно врятувати покусаного Малдера. Маккі зникає.
Але знову з'являється в Гамдені (Коннектикут), змінивши ім'я на Преподобний Веллс, і приєднується до іншої церкви. Усамітнившись, Веллс дістає білу мишу з коробки. З рота пастора вилазить змія та проковтує мишу, потім повертається в нутрощі Веллса.

## Зйомки
Епізод написав штатний сценарист Джеффрі Белл, який давно хотів створити «брудну страшилку». Натхненний своїм неформальним дослідженням поводження зі зміями, Белл зрештою вирішив написати сюжет, в якому б брали участь змії та екстремальна церква, оскільки це «було б страшно». На відміну від більшості історій, що стосуються екстремальних релігійних сект, основною темою «Знамень і див» є те, що за певних обставин «нетерпимість може бути хорошою», на думку виконавчого продюсера Френка Спотніца.
Белл хотів, щоб люди, котрі перебувають у «зміїних церквах», виявилися добрими хлопцями. Однак він вважав, що найскладнішим завданням при написанні епізоду буде успішне приховування справжнього антагоніста на видноті. За словами Белла, «Як зазвичай виходить в серіалі, Малдер — це той, хто з'ясовує, де є погані хлопці. Тому я пішов на сюжетну задумку, щоб Малдер помилявся. Оскільки Фокс вважає настільки сильно, що це інший хлопець, його переконання допомогло приховати справжню особу поганого хлопця від аудиторії».
Під час сцени поводження зі зміями в Церкві Знамень і див пісня, яку співає паства, називається «Нехай нас захищає слава». Її написав виконавчий продюсер Пол Рабвін, який брав активну участь у музичному супроводі епізоду. Пізніше Рабвін зазначив: «Я дав прослухати багато євангельських пісень (режисеру серіалу Кіму Меннерсу). Я сказав йому, що можу написати кращу, і він відповів — я піду на це. І я це зробив… Кіму це сподобалось. Це було великою шаною, що він запитав мене і зміг прийняти мою думку щодо цього».
Кастинг на «Знамення і дива» був «досить неортодоксальним». Щоб запобігти впливу офідіофобії на акторів у день зйомок, під час кастингу були залучені живі гримучі змії. За іронією долі, багато хто з акторів був радий, коли їм довелося утримувати змій, за словами Кіма Меннерса. Пізніше він зазначив, що «найцікавішим було те, що актори не могли дочекатися, щоб зніматися з гримучими зміями… але ми все ще нервували». За збігом обставин, батько Майкла Чайлдерса — актора, який зобразив преподобного О'Коннора — насправді був проповідником зі зміями. Пізніше Меннерс зазначив, що «він ходив до церкви в дитинстві і мав справу зі зміями».
Перед випуском серії продюсери організували кілька зустрічей з питань безпеки, щоб запобігти будь-яким можливим нещасним випадкам на знімальному майданчику. Одним із перших розпоряджень керівництва серіалу був пошук найближчої лікарні, за словами координатора косметичних ефектів Джона Вуліча. Страх перед нещасним випадком ускладнювався переживаннями акторів і членів знімальної групи щодо змій, включаючи Меннерса, Девіда Духовни та Джона Шібана. Незважаючи на запобіжні заходи, нещасний випадок майже стався, коли живу гримучу змію привезли на знімальний майданчик і вона втекла. Врешті-решт змій було вирішено утримувати в офісі Меннерса. З метою запобігання майбутнім нещасним випадкам пащі змій зашивали.

## Показ і відгуки
Епізод вперше вийшов у США 23 січня 2000 року. Він отримав рейтинг Нільсена 8,5 з часткою 12, що означає — приблизно 8,5 % всіх домогосподарств, обладнаних телевізором, і 12 % домогосподарства, які дивилися телевізор, були налаштовані на епізод. Його переглянули 13,86 мільйона глядачів. Епізод був показаний у Великій Британії і Ірландії по «Sky One» 30 квітня 2000 року і його переглянули 0,61 мільйона глядачів
Епізод отримав неоднозначні відгуки критиків. Кеннет Сілбер з «Space.com» написав дуже позитивну рецензію на епізод, зазначивши: «„Знамення і дива“ — це розумний епізод, чиї звивисті сюжетні стежки змусять багатьох глядачів по-справжньому здивуватися»." Річ Розелл з «Digitally Obsessed» відзначив серію 5 із 5 зірок і назвав його «одним з найстрашніших епізодів 7 сезону», та зазначив, що епізод «насправді злякав мене».
Інші відгуки були більш неоднозначними. Роберт Шірман і Ларс Пірсон у книзі «Хочемо вірити: критичний посібник з Цілком таємно, Мілленіуму та Самотніх стрільців» оцінили серію в 2.5 зірки із п'яти. Вони зауважили, що, незважаючи на кілька дуже «крутих» зображень, таких як змії, що народжувала Грейсі, і людину, що просякається отрутою рептилій — «епізод, здається, насправді нічого не означає». Шірман і Пірсон далі розкритикували розміщення «релігії на перехресті» і дійшли висновку, що епізод був «лише вашим повсякденним фрагментом надприродного хокуму».
Пола Вітаріс з «Cinefantastique» надала епізоду змішаний огляд і присудила 2 зірки з чотирьох. Вона розкритикувала поляризацію релігії, розглянуту в цьому епізоді, зазначивши, що «хоча епізод претендує на вивчення різних типів віри, він пропонує песимістичний і спотворений погляд на релігію». Том Кессеніч у книзі «Іспити», дав епізоду змішаний огляд, написавши: «Я завжди був такою людиною, яка захоплюється творчою спробою, навіть якщо спроба не є повним успіхом… Це саме таке мислення, яке я відчуваю після перегляду „Знамень і див“. Я захоплююся спробою злякати мене, висловити суперечливі погляди на релігію та праведність, навіть якщо я не впевнений у повному сенсі всього цього». Тим не менше, Кессеніч високо оцінив сцени нападу змій та епізодичні випадки гумору. Емілі Вандерверф з «The A.V. Club» відзначила епізод «З +». Незважаючи на те, що сцени нападу змій були «напрочуд жахливими», а епізод містив «безліч (елементів), які можна порекомендувати», вона критично оцінила відсутність пояснень щодо Маккі. Незважаючи на те, що вона позитивно оцінила першу частину епізоду, Вандерверф написала, що «останні 10 хвилин просто поглинають все хороше, що відбувається в епізоді, і таким чином, що шкодять усьому, що було раніше».

## Знімалися
- Девід Духовни — Фокс Малдер
- Джилліан Андерсон — Дейна Скаллі
- Ренді Оглсбі — преподобний Семюел Маккі
- Трейсі Міддендорф — Грейсі
- Бет Грант — Айріс Фінтер
- Ерік Неннінгер — Джаред Чірп